# Liu Yichang
Liu Yichang (劉以鬯), (Shanghái, 7 de diciembre de 1918-Chai Wan, Hong Kong, 8 de junio de 2018) fue un escritor de Hong Kong (China).

## Carrera
Una de sus más notables novelas de monólogo interior: Intersección (對倒) inspiró Deseando amar de Wong Kar Wai.